# 인도네시아의 행정 구역

인도네시아의 행정 구역은 4개의 단계로 나뉜다.

## 같이 보기
- 인도네시아의 주